# Coveney
Coveney är en ort och civil parish i Storbritannien.   Den ligger i distriktet East Cambridgeshire, grevskapet Cambridgeshire och riksdelen England, i den sydöstra delen av landet, 100 km norr om huvudstaden London. Coveney ligger 13 meter över havet och antalet invånare är 424.
Terrängen runt Coveney är mycket platt. Runt Coveney är det ganska tätbefolkat, med 120 invånare per kvadratkilometer. Närmaste större samhälle är March, 16,4 km norr om Coveney. Trakten runt Coveney består till största delen av jordbruksmark.